# Voskepar
Voskepar (armeniska: Ոսկեպար) är en ort i Armenien. Den ligger i provinsen Tavusj, i den norra delen av landet, 110 kilometer norr om huvudstaden Jerevan. Voskepar ligger 843 meter över havet och antalet invånare är 500.
Terrängen runt Voskepar är lite bergig. Närmaste större samhälle är Nojemberjan, 12,9 kilometer norr om Voskepar.
Trakten runt Voskepar består i huvudsak av gräsmarker. Runt Voskepar är det ganska tätbefolkat, med 60 invånare per kvadratkilometer.